# Невидимая красота
«Неви́димая красота́» (англ. Invisible Beauty) — американский документальный фильм 2023 года режиссёров Бетанн Хардисон и Фредерика Тшенга. В фильме исследуется жизнь и карьера самой Бетанн Хардисон.
Мировая премьера фильма состоялась 21 января 2023 года на кинофестивале «Сандэнс», а его выход в прокат состоялся 15 сентября 2023 года компанией Magnolia Pictures.

## Сюжет
Фильм рассказывает о жизни и карьере Бетанн Хардисон, о её пути модели, модельного агента и активистки.

## Актёрский состав
В данном фильме снимались следующие актёры:
- Вупи Голдберг,
- Зендея
- Наоми Кэмпбелл,
- Трейси Эллис Росс
- Фрэн Лебовиц
- Тайсон Бекфорд
- Пэт Кливленд[англ.]
- Стивен Бэрроуз

## Производство
Изначально Бетанн Хардисон хотела снять фильм об индустрии моды, но люди сказали ей, чтобы она сняла фильм о себе. Бетанн Хардисон и Фредерик Тшенг познакомились в 2014 году, когда Тшенг работал над короткометражным фильмом для Совета модных дизайнеров Америки. Они поддерживали связь и решили снимать фильм вместе, причем съёмки начались во время пандемии COVID-19. Они решили сделать голос Хардисон центральным в сюжете. Первая часть фильма длилась семь часов, Хардисон и Тшенг обсуждали возможность превращения проекта в сериал, однако Лиза Кортес сказала им, что инвесторы хотят снять полнометражный фильм.

## Премьера
Мировая премьера фильма состоялась на кинофестивале «Сандэнс» 21 января 2023 года. Также фильм был показан на международном кинофестивалях «Hot Docs» 2 мая 2023 года и «Трайбека» 13 июня 2023 года. В июле 2023 года компания Magnolia Pictures приобрела права на дистрибуцию фильма. Выход фильма в прокат состоялся 15 сентября 2023 года.